# Frères de la vie commune

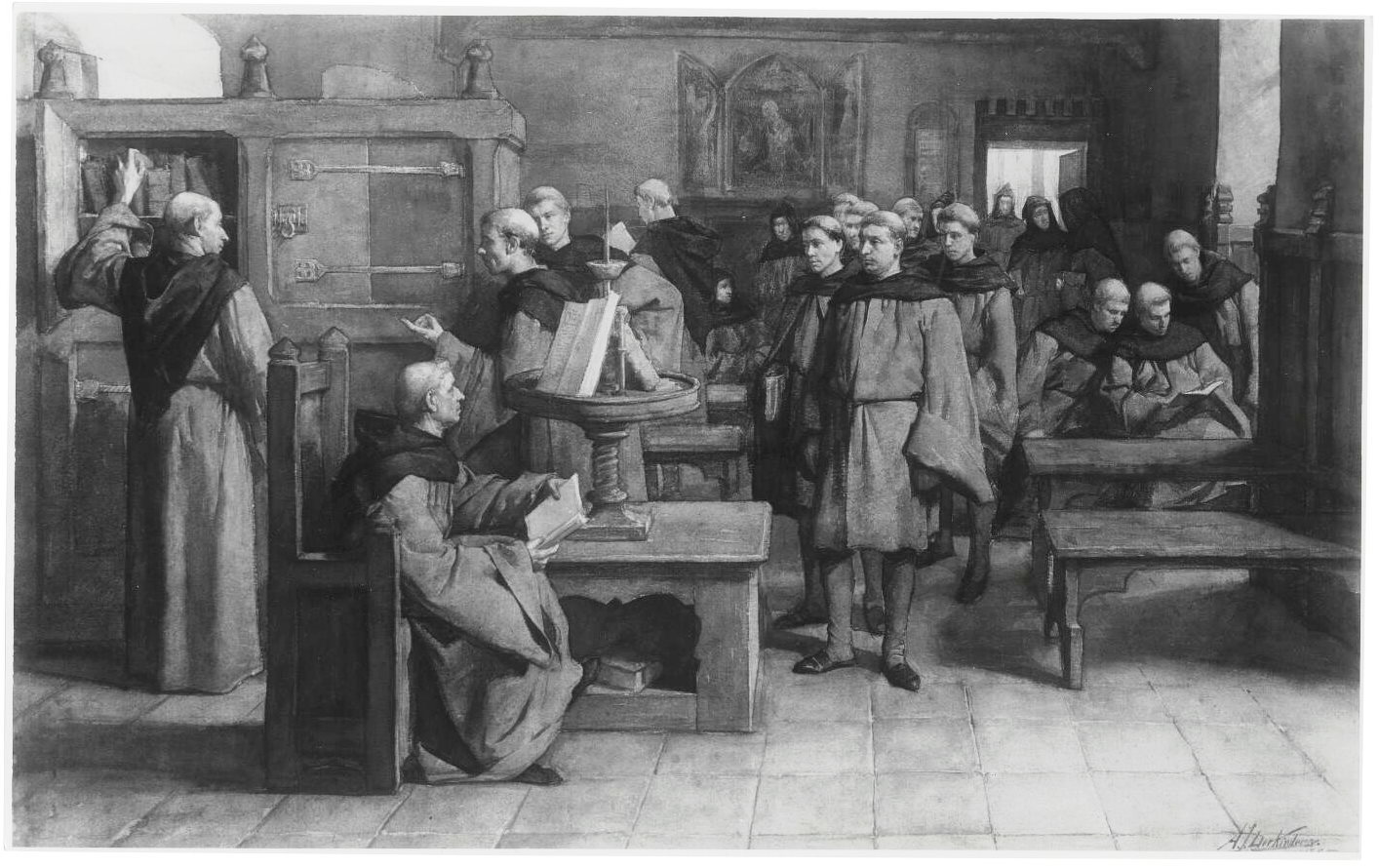
Représentation romancée de Geert Groote avec ses disciples (la Dévotion Moderne), plus tard la Confrérie de la Vie Commune. Aquarelle d'Antoon Derkinderen, 1885.

La communauté des Frères et sœurs de la vie commune est un mouvement laïc de dévotion chrétienne qui vit le jour dans les Pays-Bas bourguignons durant le XIVe siècle et se rattache au courant plus vaste de la « dévotion moderne » ou « devotio moderna ». Le fondateur et promoteur de cette communauté est Gérard Groote qui forma une première communauté de « Sœurs de la vie commune » dans sa propriété familiale de Deventer le 20 septembre 1374. Les Frères et Sœurs de la vie commune eurent une grande influence, particulièrement en contribuant au développement de formes de piété et de vie chrétienne adaptées à la vie laïque séculière.

## Origine
Vers la fin de sa vie, le diacre Gérard Groote (1340-1384) se retira dans sa ville natale de Deventer, dans l'Oversticht du diocèse d'Utrecht, et regroupa à ses côtés un petit nombre de ceux qu'il avait convertis par ses prêches ou qui l'avaient choisi comme leur guide spirituel. Avec l'aide de Florens Radewyns, qui renonça pour cela à un canonicat à Utrecht, il put mener à bien un vœu ancien, celui de créer une communauté de fidèles libres de toute règle monastique. La première communauté de ce genre s'établit (vers 1380) à Deventer dans la propre maison de Florens. Thomas a Kempis, l'auteur de l'Imitation de Jésus-Christ, qui y vécut de 1392 à 1399, nous a laissé de ces communautés la description suivante :
« Ils imitaient humblement la vie des premiers apôtres, n'ayant que Dieu dans le cœur et l'esprit, chacun apportait ses biens pour les mettre en commun, ne recevant en échange qu'une nourriture et des vêtements simples sans penser au lendemain. De leur plein gré ils se consacraient à Dieu, et s'occupaient à obéir à leur recteur ou à leur vicaire... ils s'appliquaient à recopier des livres, se consacrant continuellement à l'étude des choses sacrées et à la méditation pieuse. Ayant récité les matines, ils allaient à l'église (pour la messe)... Ceux qui, parmi eux, étaient prêtres ou instruits de la loi divine prêchaient avec inspiration. »

## Discipline
La discipline des fraternités de la Vie Commune s'inspirait de la vie des premiers chrétiens telle qu'elle est décrite dans les Actes des Apôtres (chapitre 4) et la règle de saint Augustin. Les membres ne prononçaient pas de vœu et pouvaient quitter la communauté quand ils le souhaitaient ; mais tant qu'ils vivaient en communauté, ils devaient observer la chasteté, se dépouiller de leurs biens, se soumettre aux règles de la vie commune et aux ordres du recteur, pratiquer l'oubli de soi, l'humilité et la piété. Le recteur, choisi par la communauté, n'était pas nécessairement un prêtre, bien que chaque maison comportât généralement un ou  plusieurs prêtres ou clercs. Dans l'ensemble, c'étaient cependant des laïcs de tout rang et de conditions variées : nobles, artisans, universitaires, étudiants, hommes de main. Les prêtres de la communauté prêchaient parmi les pauvres ; ils copiaient également des manuscrits, pour financer la fraternité ; et certains enseignaient dans les écoles. Parmi les laïcs, les plus instruits recopiaient des manuscrits, les autres se consacraient à des travaux manuels ou à l'agriculture. Une fois terminé le service religieux dans la matinée, les Frères se séparaient et vaquaient chacun à leurs occupations : les artisans à leur échoppe en ville, car il s'agissait de mener une vie dans le monde, et non hors du monde comme le faisaient les membres des ordres religieux : moines, religieux ou chanoines. Il fallait également gagner sa subsistance, et ne pas mendier.

## Postérité
Il se créa promptement une quarantaine de maisons de la Vie Commune (aussi appelées maisons de la Devotio moderna) dans les grandes villes des Pays-Bas, du Nord et du centre de l'Allemagne. Les communautés de femmes doublaient ce chiffre (la première avait été fondée par Groote lui-même à Deventer).
Après la mort de Gérard Groote, certains de ses disciples fondent les chanoines réguliers de Windesheim dont les membres sont clercs et mènent la vie régulière selon la règle de saint Augustin. Ils se distinguent donc des Frères et sœurs de la vie commune par leur statut canonique, mais ils s'y rattachent aussi étroitement par leur origine et par l'adoption de la même spiritualité.
Le mouvement, en raison de son indépendance par rapport au contrôle clérical, suscite des réactions de méfiance de la part des autorités religieuses. Leur mouvement, par l'influence supposée d’Amaury de Chartres ou de Maître Eckart, est suspect de panthéisme, mais les actes des procès n'en donnent aucune preuve. D'autres personnalités, comme Marguerite Porete qui prêche dans ses écrits l'absolution totale des péchés par l'anéantissement de l'âme dans l'amour divin, sont réprouvées comme libres penseurs et libertins. Les Frères sont parfois assimilés aux béguards, et leur mode de vie rappelle trop celui des Fraticelles qui causent alors des troubles au sein de l’Église et des États.
La controverse est portée devant la Faculté de droit de l'université de Cologne, où un jugement est rendu en faveur des frères de la Vie Commune, mais le débat n'est définitivement tranché que lors du concile de Constance (1414), la cause étant brillamment défendue par Pierre d'Ailly et Jean de Gerson, qui leur évitent le procès, en partie en raison de l'urgence que représente l'opposition de Jan Hus et de Jérôme de Prague au commerce des indulgences.
Un siècle plus tard, la Devotio Moderna est largement répandue dans tous les Pays-Bas, et l'Allemagne (avec une vingtaine de maisons fraternelles). De la Suisse à la Pologne, on compte 86 monastères masculins et 16 monastères féminins. Elle suscite des vocations brillantes, comme celle d'Érasme. Leur influence tient en grande partie à leur activité de production et diffusion de livres principalement religieux, d'abord copiés puis très vite imprimés. Le Michaeliskloster de Rostock devient vers 1475 un des grands centres des Frères de la plume. Le 25 mai 1476, les frères de la Vie commune impriment à Bruxelles leur premier livre, le Gnotosolitos, sive Speculum conscientae, une somme de théologie morale et de droit canon écrite par Arnold Gheyloven,.
La Réforme (Luther les connaît alors qu'il étudie à l'école de la cathédrale de Magdebourg, entre 1497 et 1498), puis la Contre-Réforme reprennent successivement et sélectivement aux frères de la Vie Commune ce qui fait leur originalité au sein de la chrétienté : humilité, autonomie, spiritualité laïque et évangélique. Le mouvement décline peu à peu à partir du milieu du XVIe siècle, et au milieu du XVIIe siècle, les fraternités ont totalement disparu. Leur esprit est repris aujourd'hui par certaines nouvelles communautés apparues peu avant et après Vatican II, par exemple les Foyers de Charité ou les instituts séculiers. En outre des communautés comme celle de Dohnavur en Inde, fondée par la missionnaire anglaise Amy Carmichael au début du XXème siècle, s'en inspirent.